# The St. Regis New York

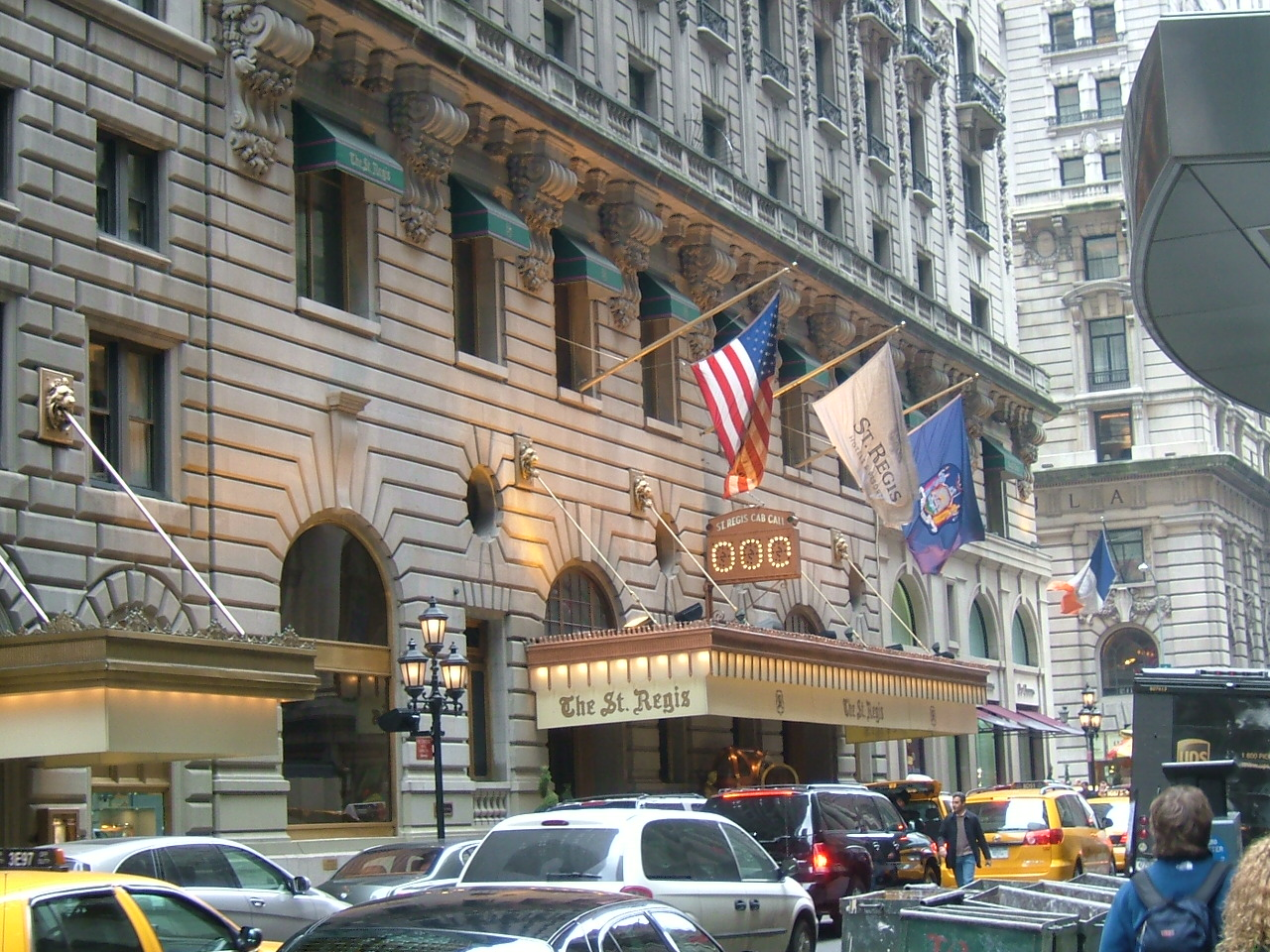
Entrada principal al St. Regis desde la calle 55.

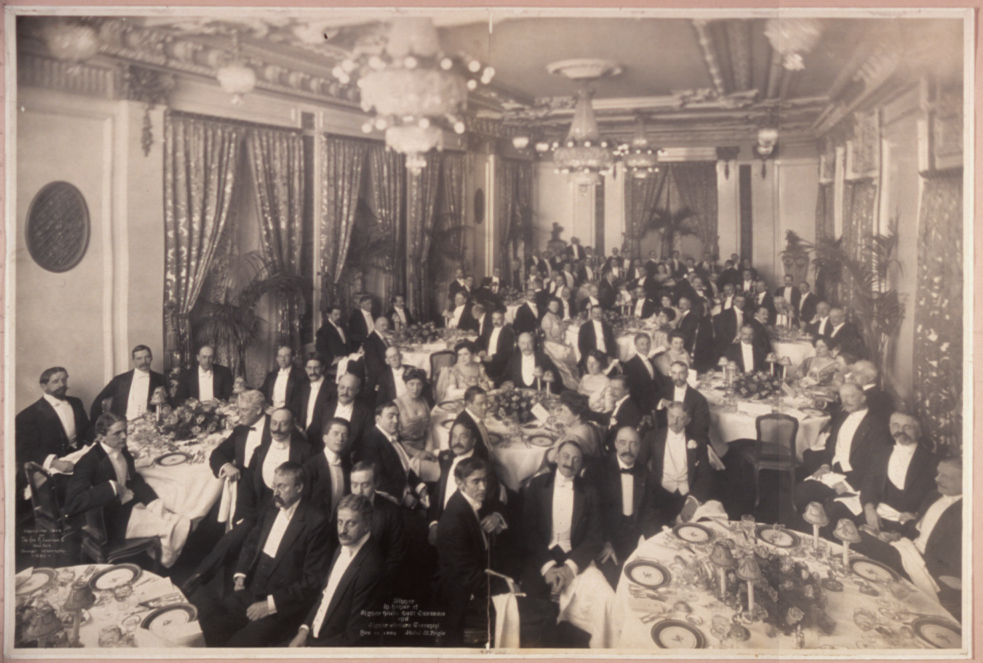
Banquete en honor a Arturo Toscanini en el St. Regis, 1908.

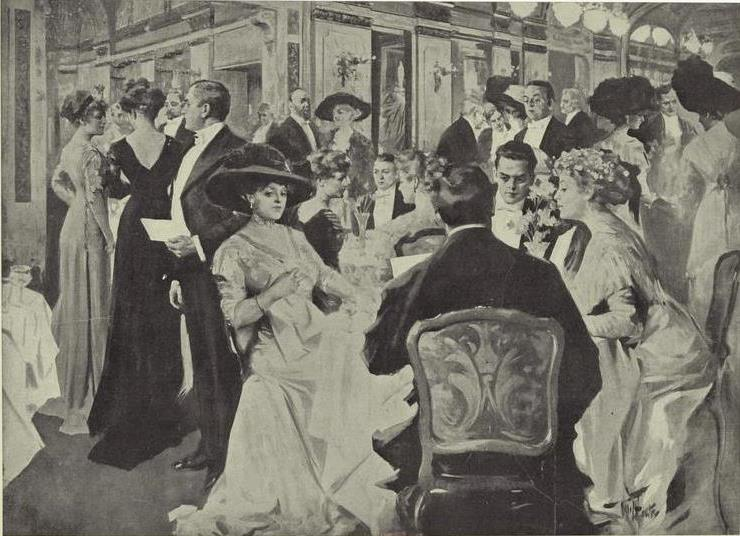
El comedor del St. Regis, 1912.

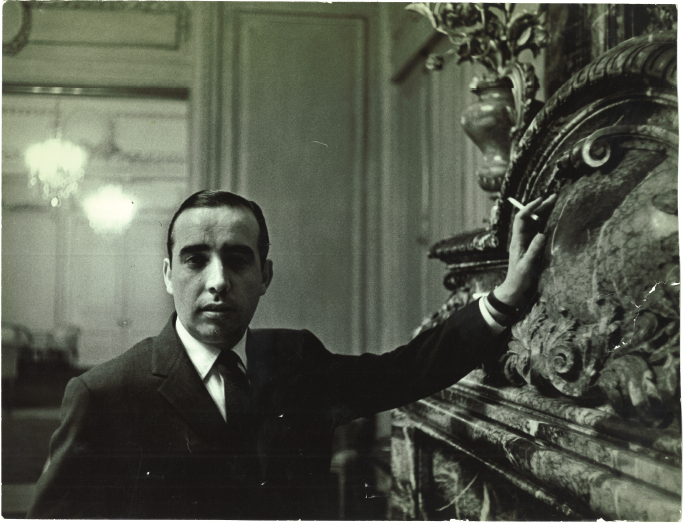
César Balsa en el St. Regis tras comprar el hotel, ca. 1960.

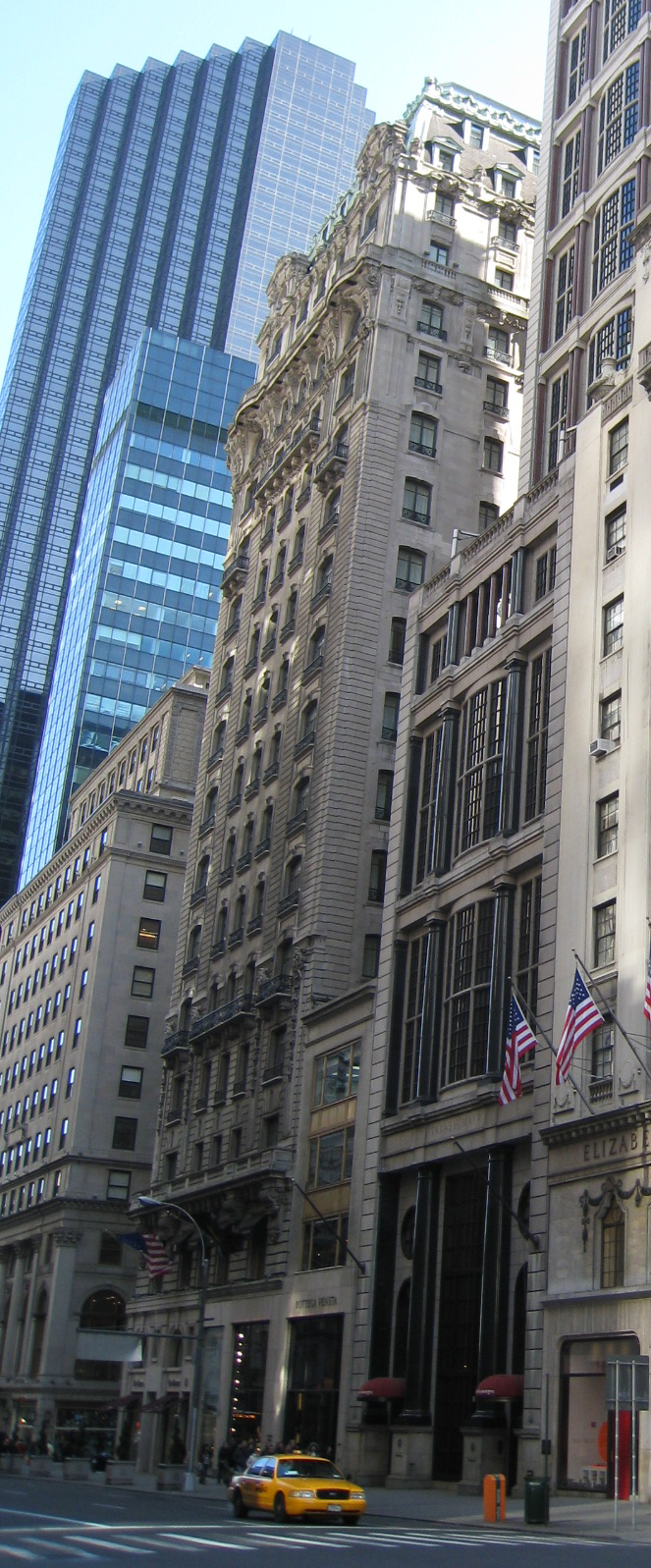
La estrecha fachada del St. Regis hacia la Quinta Avenida.

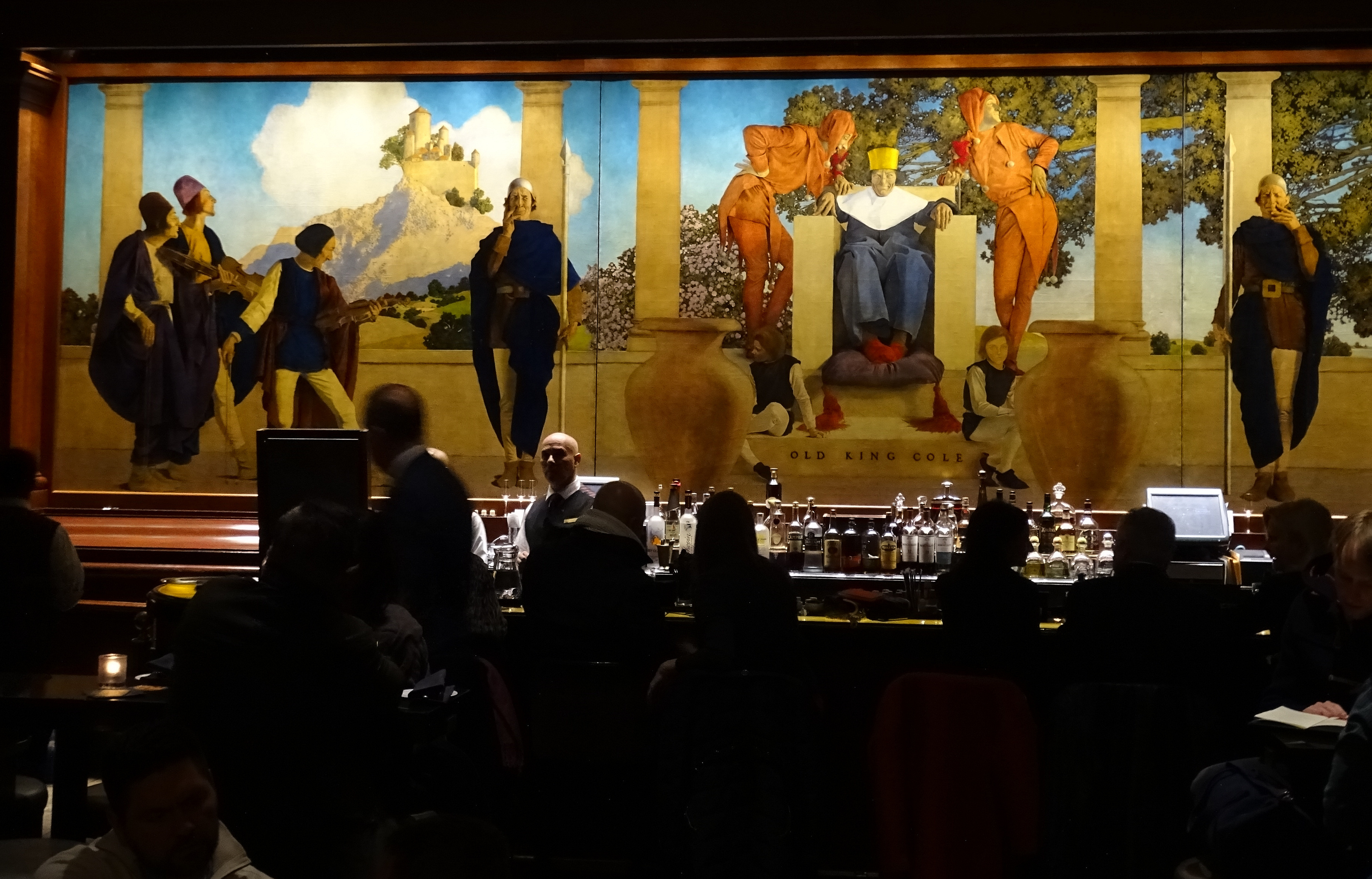
El King Cole Bar en 2016.

The St. Regis New York es un histórico hotel de lujo que abrió sus puertas en 1904. Se encuentra en el número 2 de la calle 55 Este en Manhattan, Nueva York, entre Madison Avenue y la Quinta Avenida. El hotel tiene una clasificación de cinco estrellas según Forbes y de cinco diamantes según la Asociación Estadounidense del Automóvil.

## Historia

### Construcción e inauguración
The St. Regis fue construido por uno de los hombres más ricos de los Estados Unidos, John Jacob Astor IV, como compañero para el Waldorf-Astoria, del que era propietario de la mitad. El Waldorf-Astoria se encontraba veinte manzanas al sur en la Quinta Avenida, en una zona cuya importancia social había empezado a decaer a medida que los alrededores de Central Park ganaban favor. El bisabuelo de Astor, John Jacob Astor, había construido uno de los primeros hoteles modernos del mundo, la Astor House en Lower Manhattan, en 1836. Por sugerencia de su sobrino, Astor dio al nuevo hotel el nombre del Upper St. Regis Lake, situado en las montañas de Adirondack, que a su vez debía su nombre a un sacerdote jesuita francés, san Juan Francisco Régis, conocido por su hospitalidad hacia los viajeros.
El hotel, de estilo Beaux Arts francés, era con sus dieciocho plantas el más alto de la ciudad cuando se construyó. Fue diseñado por los arquitectos Trowbridge & Livingston, mientras que del diseño de los interiores se encargó Arnold Constable. Las obras empezaron en 1901 y casi inmediatamente generaron controversia, debido a que la parcela escogida estaba justo al otro lado de la Quinta Avenida respecto de las casas palaciegas de la familia Vanderbilt y el edificio se elevaría también sobre las mansiones de muchos otros neoyorquinos ricos. El Departamento de Edificios descubrió pronto que las decoraciones de madera del hotel no eran suficientemente ignífugas, y el superintendente Stewart detuvo temporalmente las obras el 14 de mayo de 1902. El año siguiente, los vecinos del hotel presentaron una demanda por las voladuras necesarias para excavar los cimientos del edificio. El juez Clarke falló en contra de ellos el 10 de noviembre de 1903, permitiendo así que las obras continuaran.
Cuando el hotel estaba cerca de su finalización, en 1904, sus vecinos hicieron un último esfuerzo para detener su inauguración. En esa época, cualquier establecimiento con licencia para la venta de bebidas alcohólicas debía conseguir la aprobación de los dueños de al menos dos tercios de todas las propiedades privadas situadas a menos de 200 pies (61 m) de distancia, y debía encontrarse al menos a 200 pies (61 m) de cualquier iglesia. El hotel se encontraba justo frente a la iglesia presbiteriana de la Quinta Avenida, al otro lado de la avenida, y los vecinos del hotel demostraron que su línea de propiedad se encontraba dentro del límite de 200 pies. Sin embargo, el hotel argumentó que su entrada principal, en la calle 55, estaba a una distancia superior al límite, y el hotel ganó en los tribunales.
El hotel, que había costado la entonces inmensa cantidad de 5,5 millones de dólares, fue inaugurado el 4 de septiembre de 1904. Los vecinos, sin embargo, no habían renunciado a su lucha. William Rockefeller compró una mansión adyacente al hotel el 17 de octubre de 1904 para conseguir que perdiera la aprobación de dos tercios de sus vecinos, y por tanto, que su licencia de alcohol fuera revocada. Astor respondió comprando otra mansión adyacente para conservar la licencia. Además, empezaron a aparecer artículos anónimos en los periódicos locales desprestigiando el servicio del hotel. Su reputación, sin embargo, fue impulsada en diciembre con la visita del príncipe Fushimi Sadanaru, jefe de la shinnōke Fushimi-no-miya de la familia imperial japonesa. La visita recibió una amplia cobertura en la prensa, al igual que una cena seguida de un baile celebrada unos pocos días después en honor a Corinne Robinson, sobrina del presidente Theodore Roosevelt, a la que asistió la hija del presidente, Alice Roosevelt. El año siguiente, el conflicto se resolvió cuando los amigos de Astor en el Senado de Nueva York aprobaron un enmienda a la ley de bebidas alcohólicas que eximía expresamente a todos los hoteles con más de doscientas habitaciones, entre los que se encontraba el St. Regis.

### Primeros años
Ocho años después de la inauguración del hotel, John Jacob Astor falleció en 1912 en el hundimiento del RMS Titanic, y su hijo Vincent Astor heredó el hotel. Sin embargo, la ley seca afectó duramente a las propiedades hoteleras de Vincent: cerró el cercano Knickerbocker Hotel, que también había heredado de su padre, y en 1920 lo transformó en oficinas; en febrero de 1927 vendió el St. Regis a la Durham Realty Corporation de Benjamin Newton Duke. En unos pocos meses, los Duke añadieron una nueva ala diseñada por Sloan & Robertson al este del hotel, a lo largo de la calle 55. Este ala casi duplicó el tamaño del hotel, que pasó a tener quinientas cincuenta habitaciones, añadió un salón de baile y sala de fiestas en la azotea, y aumentó su altura a veinte plantas.
En 1934, en plena Gran Depresión, Vincent Astor ejecutó la hipoteca de cinco millones de dólares del hotel, y en mayo de 1935, tras una larga batalla judicial, compró el hotel a Mary Duke Biddle por 300 000 dólares, y se propuso remodelarlo y restaurar su reputación como el hotel más elegante de Nueva York.

### Después de Astor
Vincent Astor murió en 1959 y el año siguiente el arrendamiento operativo del hotel fue vendido por Webb & Knapp, Inc. al magnate hotelero hispano-mexicano César Balsa. Balsa compró el arrendamiento del hotel a la Kratter Corporation en 1963; por último, el 20 de noviembre de 1964, Balsa compró el propio edificio y el terreno en el que se encuentra a la Franchard Corporation por seis millones de dólares, lo que elevó su inversión total en el hotel a nueve millones de dólares. Balsa hizo una mejor oferta que otros dos compradores, que querían demoler el hotel y sustituirlo con un edificio de oficinas. El hotel fue designado monumento histórico de Nueva York en 1965.
Sheraton Hotels & Resorts compró el St. Regis a Balsa en febrero de 1966, cambiando su a The St. Regis-Sheraton. ITT Sheraton remodeló completamente el hotel en 1977 y en 1988 lo cerró de nuevo para una restauración aún más completa. El hotel reabrió en septiembre de 1991, de nuevo como The St. Regis, transformado en uno de los hoteles más lujosos del mundo con un coste de más de cien millones de dólares.

### Hotel insignia de dos nuevas cadenas
El 13 de enero de 1992, ITT Sheraton formó la ITT Sheraton Luxury Collection con veintiocho de sus hoteles de lujo, entre los cuales el St. Regis era el hotel insignia de la división.
Starwood Hotels compró Sheraton a ITT en 1998 y poco después decidió usar el nombre del St. Regis para lanzar una nueva cadena de hoteles. El St. Regis se convirtió así en el hotel insignia de la nueva línea de St. Regis Hotels & Resorts, establecimientos de súper lujo en ciudades importantes y destinos turísticos de todo el mundo. En este momento, el nombre del hotel se cambió ligeramente a The St. Regis New York, para diferenciarlo de los numerosos otros hoteles St. Regis de la nueva cadena.

### Cambios recientes
En 2006 las plantas octava, novena, décima y undécima del hotel fueron convertidas en The St. Regis Residences, que se componen de veinticuatro condominios de plena propiedad y veinticuatro condominios de propiedad fraccionada, parte de The Residence Club.
En 2007, figuró en el puesto 16 de la lista America's Favorite Architecture del American Institute of Architects (AIA).
Todo el hotel fue renovado en 2013 con un coste de 90 millones de dólares. La renovación, diseñada por HDC Design y Stone Hill Taylor Architects, incluía la renovación interior de todas las habitaciones y la mayor parte de los espacios públicos del hotel, y añadió un nuevo restaurante y gimnasio.
En 2014, la parte comercial del hotel, que da hacia la Quinta Avenida e incluye la mansión adyacente que Astor compró en 1904 para conservar la licencia de alcohol del hotel, fue vendida a Vornado Realty Trust por 700 millones de dólares.
En mayo de 2016 se hizo público que Starwood estaba en conversaciones con la Qatar Investment Authority (QIA) para vender The St. Regis New York y The St. Regis San Francisco por una cantidad que podía alcanzar los mil millones de dólares. Finalmente, los cataríes compraron la propiedad de San Francisco en diciembre de 2016 por 175 millones de dólares. Marriott International compró Starwood ese mismo año, incluido el St. Regis New York. En noviembre de 2019, la QIA compró el St. Regis New York por 310 millones de dólares. En virtud de este acuerdo, Marriott alquilaría el hotel a la QIA y continuaría gestionándolo.

## Residentes famosos
El hotel siempre ha tenido residentes permanentes, además de huéspedes. El artista Salvador Dalí y su esposa Gala vivían en el hotel todos los otoños e inviernos desde 1966 hasta 1973. William Paley y su esposa Babe tenían un apartamento allí, al igual que Marlene Dietrich. En la biografía de Alfred Hitchcock escrita por Donald Spoto, The Dark Side of Genius, se afirma que Hitchcock se alojó en su suite «favorita» en la quinta planta al menos una docena de veces. John Lennon grabó una maqueta de Happy Xmas (War Is Over) en su habitación en el hotel. Nikola Tesla vivió en el hotel en 1922.

## King Cole Bar
En 1932, la emblemática pintura Old King Cole de Maxfield Parrish, realizada originalmente para el Knickerbocker Hotel, y expuesta en el Racquet and Tennis Club en Park Avenue tras el cierre del hotel, fue trasladada al St. Regis. La pintura se convirtió en la pieza central de un nuevo bar que abrió sus puertas en 1948, el King Cole Bar, que ha sido una institución de Nueva York desde entonces.
En 1934, un año después de la finalización de la ley seca, el barman Fernand Petiot inventó una bebida en el St. Regis, que inicialmente llamó Red Snapper. Posteriormente ha sido conocida por todo el mundo como Bloody Mary y es la bebida emblemática del King Cole Bar.